# Reductosoma gunnera
Reductosoma gunnera là một loài chân đều trong họ Desmosomatidae. Loài này được Brandt miêu tả khoa học năm 1992.